# Santiago González
Santiago González (Mexico-Stad, 24 februari 1983) is een Mexicaans tennisser. Hij is in 2001 professioneel tennisser geworden. González is voornamelijk actief in het herendubbeltennis. In 2012 stond González op Roland Garros met Klaudia Jans-Ignacik in de gemengddubbelspelfinale – deze ging met 6-7 en 1-6 verloren tegen Sania Mirza en Mahesh Bhupathi. In 2013 stond hij op de US Open met Abigail Spears in de gemengddubbelspelfinale – deze moesten zij met 6-7 en 3-6 prijsgeven aan Andrea Hlaváčková en Maks Mirni.

## Palmares
| Legenda                       | Legenda               |
| ----------------------------- | --------------------- |
| Grand Slam                    |                       |
| Olympische Spelen             |                       |
| tot 2009                      | vanaf 2009            |
| Tennis Masters Cup            | ATP Finals            |
| ATP Masters Series            | ATP Tour Masters 1000 |
| ATP International Series Gold | ATP Tour 500          |
| ATP International Series      | ATP Tour 250          |

### Enkelspel
| Nr.                          | Datum           | Toernooi       | Ondergrond | Tegenstander in finale | Score         |
| ---------------------------- | --------------- | -------------- | ---------- | ---------------------- | ------------- |
| Gewonnen finales challengers |                 |                |            |                        |               |
| 1.                           | 3 augustus 2008 | Belo Horizonte | Hardcourt  | Nicolás Massú          | 6-4, 6-3      |
| 2.                           | 18 april 2010   | Leon           | Hardcourt  | Michał Przysiężny      | 3-6, 6-1, 7-5 |

### Dubbelspel
| Nr.                          | Datum             | Toernooi          | Ondergrond    | Partner                | Tegenstanders in finale                      | Score                  | Details |
| ---------------------------- | ----------------- | ----------------- | ------------- | ---------------------- | -------------------------------------------- | ---------------------- | ------- |
| Gewonnen finales herendubbel |                   |                   |               |                        |                                              |                        |         |
| 1.                           | 3 mei 2010        | ATP Belgrado      | Gravel        | Travis Rettenmaier     | Tomasz Bednarek Mateusz Kowalczyk            | 7–6(6), 6–1            | Details |
| 2.                           | 18 april 2011     | ATP Barcelona     | Gravel        | Scott Lipsky           | Bob Bryan Mike Bryan                         | 5–7, 6–2, [12–10]      | Details |
| 3.                           | 6 augustus 2011   | ATP Kitzbühel     | Gravel        | Daniele Bracciali      | Franco Ferreiro André Sá                     | 7–6(1), 4–6, [11–9]    | Details |
| 4.                           | 15 juli 2012      | ATP Newport       | Gras          | Scott Lipsky           | Colin Fleming Ross Hutchins                  | 7-6(3), 6-3            | Details |
| 5.                           | 25 augustus 2012  | ATP Winston-Salem | Hardcourt     | Scott Lipsky           | Pablo Andújar Leonardo Mayer                 | 6-3, 4-6, [10-2]       | Details |
| 6.                           | 5 mei 2013        | ATP Oeiras (1)    | Gravel        | Scott Lipsky           | Aisam-ul-Haq Qureshi Jean-Julien Rojer       | 6-3, 4-6, [10-7]       | Details |
| 7.                           | 16 juni 2013      | ATP Halle         | Gras          | Scott Lipsky           | Daniele Bracciali Jonathan Erlich            | 6-2, 7-6(3)            | Details |
| 8.                           | 4 mei 2014        | ATP Oeiras (2)    | Gravel        | Scott Lipsky           | Pablo Cuevas David Marrero                   | 6-3, 3-6, [10-8]       | Details |
| 9.                           | 24 mei 2014       | ATP Düsseldorf    | Gravel        | Scott Lipsky           | Martin Emmrich Christopher Kas               | 7-5, 4-6, [10-3]       | Details |
| 10.                          | 15 februari 2015  | ATP Memphis (1)   | Hardcourt (i) | Mariusz Fyrstenberg    | Artem Sitak Donald Young                     | 5-7, 7-6(1), [10-8]    | Details |
| 11.                          | 14 februari 2016  | ATP Memphis (2)   | Hardcourt (i) | Mariusz Fyrstenberg    | Steve Johnson Sam Querrey                    | 6-4, 6-4               | Details |
| 12.                          | 29 juni 2018      | ATP Antalya       | Gras          | Marcelo Demoliner      | Sander Arends Matwé Middelkoop               | 7-5, 6-7(6), [10-8]    | Details |
| 13.                          | 14 april 2019     | ATP Houston       | Gravel        | Aisam-ul-Haq Qureshi   | Ken Skupski Neal Skupski                     | 3-6, 6-4, [10-6]       | Details |
| 14.                          | 13 juni 2021      | ATP Stuttgart     | Gras          | Marcelo Demoliner      | Ariel Behar Gonzalo Escobar                  | 4-6, 6-3, [10-8]       | Details |
| 15.                          | 26 september 2021 | ATP Nur-Sultan    | Hardcourt (i) | Andrés Molteni         | Jonathan Erlich Andrei Vasilevski            | 6-1, 6-2               | Details |
| 16.                          | 13 november 2021  | ATP Stockholm     | Hardcourt (i) | Andrés Molteni         | Aisam-ul-Haq Qureshi Jean-Julien Rojer       | 6-2, 6-2               | Details |
| 17.                          | 6 februari 2022   | ATP Córdoba       | Gravel        | Andrés Molteni         | Andrej Martin Tristan-Samuel Weissborn       | 7–5, 6–3               | Details |
| 18.                          | 13 februari 2022  | ATP Buenos Aires  | Gravel        | Andrés Molteni         | Fabio Fognini Horacio Zeballos               | 6–1, 6–1               | Details |
| 19.                          | 26 februari 2023  | ATP Marseille     | Hardcourt (i) | Édouard Roger-Vasselin | Nicolas Mahut Fabrice Martin                 | 4–6, 7–6(4), [10–7]    | details |
| 20.                          | 1 april 2023      | ATP Miami         | Hardcourt     | Édouard Roger-Vasselin | Nicolas Mahut Austin Krajicek                | 7–6(4), 7–5            | details |
| 21.                          | 5 augustus 2023   | ATP Los Cabos     | Hardcourt     | Édouard Roger-Vasselin | Andrew Harris Dominik Koepfer                | 6–4, 7–5               | details |
| 22.                          | 29 oktober 2023   | ATP Bazel         | Hardcourt (i) | Édouard Roger-Vasselin | Hugo Nys Jan Zielinski                       | 6-7(8), 7-6(3), [10-3] | details |
| 23.                          | 6 november 2023   | ATP Parijs        | Hardcourt (i) | Édouard Roger-Vasselin | Rohan Bopanna Matthew Ebden                  | 6-2, 5-7, [10-7]       | details |
| Verloren finales herendubbel |                   |                   |               |                        |                                              |                        |         |
| 1.                           | 2 augustus 2010   | ATP Newport       | Gras          | Frank Moser            | Carsten Ball Chris Guccione                  | 6-3, 6-4               | Details |
| 2.                           | 22 mei 2011       | ATP Nice          | Gravel        | David Marrero          | Eric Butorac Jean-Julien Rojer               | 3-6, 4-6               | Details |
| 3.                           | 21 juni 2014      | ATP Rosmalen      | Gras          | Scott Lipsky           | Jean-Julien Rojer Horia Tecău                | 3-6, 6-7(3)            | Details |
| 4.                           | 28 februari 2015  | ATP Acapulco      | Hardcourt     | Mariusz Fyrstenberg    | Ivan Dodig Marcelo Melo                      | 6-7(2), 7-5, [3-10]    | Details |
| 5.                           | 26 juli 2015      | ATP Umag          | Gravel        | Mariusz Fyrstenberg    | Máximo González André Sa                     | 6-4, 3-6, [5-10]       | Details |
| 6.                           | 9 april 2016      | ATP Houston       | Gravel        | Víctor Estrella Burgos | Bob Bryan Mike Bryan                         | 6-4, 3-6, [8-10]       | Details |
| 7.                           | 19 februari 2017  | ATP Buenos Aires  | Gravel        | David Marrero          | Juan Sebastián Cabal Robert Farah Maksoud    | 1-6, 4-6               | Details |
| 8.                           | 10 juni 2017      | Roland Garros     | Gravel        | Donald Young           | Ryan Harrison Michael Venus                  | 6–7(5), 7-6(4), 3-6    | Details |
| 9.                           | 22 oktober 2017   | ATP Antwerpen     | Hardcourt (i) | Julio Peralta          | Scott Lipsky Divij Sharan                    | 4–6, 6-2, [5-10]       | Details |
| 10.                          | 21 oktober 2018   | ATP Antwerpen     | Hardcourt (i) | Marcelo Demoliner      | Nicolas Mahut Édouard Roger-Vasselin         | 4-6, 5-7               | Details |
| 11.                          | 17 februari 2019  | ATP Uniondale     | Hardcourt (i) | Aisam-ul-Haq Qureshi   | Kevin Krawietz Andreas Mies                  | 4-6, 5-7               | Details |
| 12.                          | 10 januari 2020   | ATP Doha          | Hardcourt     | Luke Bambridge         | Rohan Bopanna Wesley Koolhof                 | 6-3, 2-6, [6-10]       | Details |
| 13.                          | 19 maart 2022     | ATP Indian Wells  | Hardcourt     | Édouard Roger-Vasselin | John Isner Jack Sock                         | 6-3, 2-6, [6-10]       | Details |
| 14.                          | 2 oktober 2022    | ATP Tel Aviv      | Hardcourt     | Andrés Molteni         | Rohan Bopanna Matwé Middelkoop               | 2–6, 4–6               | Details |
| 15.                          | 30 oktober 2022   | ATP Wenen         | Hardcourt (i) | Andrés Molteni         | Alexander Erler Lucas Miedler                | 3–6, 6–7(1)            | Details |
| Gewonnen finales challengers |                   |                   |               |                        |                                              |                        |         |
| 1.                           | 23 november 2003  | Puebla            | Hardcourt     | Alejandro Hernandez    | Huntley Montgomery Andres Pedroso            | 6-4, 2-6, 6-4          |         |
| 2.                           | 8 augustus 2004   | Gramado           | Hardcourt     | Bruno Soares           | Henrique Mello Alexandre Simoni              | 6-3, 6-3               |         |
| 3.                           | 15 augustus 2004  | Manta             | Hardcourt     | Marcos Daniel          | Eric Nunez Jimy Szymanski                    | 3-6, 6-2, 7-6(5)       |         |
| 4.                           | 10 oktober 2004   | Quito             | Gravel        | Alejandro Hernandez    | Łukasz Kubot Frank Moser                     | 2-6, 6-2, 6-4          |         |
| 5.                           | 21 november 2004  | Puebla            | Hardcourt     | Alejandro Hernandez    | Miguel Gallardo-Valles Gustavo Marcaccio     | 6-3, 6-4               |         |
| 6.                           | 12 december 2004  | Guadalajara       | Gravel        | Alejandro Hernandez    | Rubén Ramírez Hidalgo Sergio Roltman         | 7-6(5), 1-6, 6-3       |         |
| 7.                           | 24 april 2005     | Bogota            | Gravel        | Marcos Daniel          | Goran Dragicevic Mirko Pehar                 | 7-6(4), 6-3            |         |
| 8.                           | 23 oktober 2005   | Bogota            | Gravel        | Marcos Daniel          | Fred Gil Marcelo Melo                        | 6-2, 7-5               |         |
| 9.                           | 15 juli 2007      | Bogota            | Gravel        | Brian Dabul            | Pablo González Leonardo Mayer                | 6-2, 6-2               |         |
| 10.                          | 5 augustus 2007   | Belo Horizonte    | Gravel        | Bruno Soares           | Marcio Torres Nicolas Tourte                 | 6-7(12), 6-4, [10-5]   |         |
| 11.                          | 3 augustus 2008   | Belo Horizonte    | Gravel        | Aisam-ul-Haq Qureshi   | Daniel Dutra da Silva Calo Zampieri          | 6-3, 7-6(3)            |         |
| 12.                          | 12 april 2009     | San Luis Potosi   | Gravel        | Horacio Zeballos       | Franco Ferreiro Julio Silva                  | 6-2, 7-6(5)            |         |
| 13.                          | 17 mei 2009       | Sarasota          | Gravel        | Víctor Estrella Burgos | Harsh Mankad Kaes Van't Hof                  | 6-2, 6-4               |         |
| 14.                          | 4 oktober 2009    | Quito             | Gravel        | Travis Rettenmaier     | Michael Quintero Fernando Vicente            | 1-6, 6-3, [10-3]       |         |
| 15.                          | 25 oktober 2009   | Calabasas         | Hardcourt     | Simon Stadler          | Treat Huey Harsh Mankad                      | 6-2, 5-7, [10-4]       |         |
| 16.                          | 11 april 2010     | Bogota            | Gravel        | Franco Ferrero         | Dominik Meffert Philipp Oswald               | 6-3, 5-7, [10-7]       |         |
| 17.                          | 18 april 2010     | Leon              | Hardcourt     | Vasek Pospisil         | Kaden Hensel Adam Hubble                     | 3-6, 6-3, [10-8]       |         |
| 18.                          | 6 juni 2010       | Rome              | Gravel        | Travis Rettenmaier     | Sadik Kadir Purav Raja                       | 6-2, 6-4               |         |
| 19.                          | 21 november 2010  | Cancun            | Gravel        | Víctor Estrella Burgos | Rainer Eltzinger Cesar Ramirez               | 6-1, 7-6(3)            |         |
| 20.                          | 2 november 2011   | Aguascalientes    | Gravel        | Daniel Garza           | Julio Cesar Campozano Víctor Estrella Burgos | 6-4, 5-7, [11-9]       |         |
| 21.                          | 18 maart 2012     | Dallas            | Hardcourt     | Scott Lipsky           | Bobby Reynolds Michael Russell               | 6-4, 6-3               |         |
| 22.                          | 16 maart 2014     | Irving            | Hardcourt     | Scott Lipsky           | John-Patrick Smith Michael Venus             | 4-6, 7-6(7), [10-7]    |         |
| 23.                          | 16 januari 2016   | Canberra          | Hardcourt     | Mariusz Fyrstenberg    | Maverick Banes Jarryd Chaplin                | 7-6(3), 6-3            |         |
| 24.                          | 3 april 2016      | Leon              | Hardcourt     | Mate Pavić             | Sam Groth Leander Paes                       | 6-4, 3-6, [13-11]      |         |
| 25.                          | 26 maart 2017     | Guadalajara       | Gravel        | Artem Sitak            | John-Patrick Smith Luke Saville              | 6-3, 1-6, [10-5]       |         |

### Gemengd Dubbelspel
| Nr.                             | Datum            | Toernooi      | Ondergrond | Partner              | Tegenstanders in finale      | Score            | Details |
| ------------------------------- | ---------------- | ------------- | ---------- | -------------------- | ---------------------------- | ---------------- | ------- |
| Gewonnen finales gemengd dubbel |                  |               |            |                      |                              |                  |         |
| Verloren finales gemengd dubbel |                  |               |            |                      |                              |                  |         |
| 1.                              | 7 juni 2012      | Roland Garros | Gravel     | Klaudia Jans-Ignacik | Sania Mirza Mahesh Bhupathi  | 6–7(3), 1-6      | Details |
| 2.                              | 6 september 2013 | US Open       | Hardcourt  | Abigail Spears       | Andrea Hlaváčková Maks Mirni | 6–7(3), 3-6      | Details |
| 3.                              | 5 september 2014 | US Open       | Hardcourt  | Abigail Spears       | Sania Mirza Bruno Soares     | 1-6, 6-2, [9-11] | Details |

## Resultaten grote toernooien
| Legenda | Legenda                          |
| ------- | -------------------------------- |
| g.t.    | geen toernooi gehouden           |
| l.c.    | lagere categorie                 |
| –       | niet deelgenomen                 |
| G       | uitgeschakeld in de groepsfase   |
| 1R      | uitgeschakeld in de eerste ronde |
| 2R      | uitgeschakeld in de tweede ronde |
| 3R      | uitgeschakeld in de derde ronde  |
| 4R      | uitgeschakeld in de vierde ronde |
| KF      | uitgeschakeld in de kwartfinale  |
| HF      | uitgeschakeld in de halve finale |
| F       | de finale verloren               |
| W       | het toernooi gewonnen            |
| w-v     | winst/verlies-balans             |

### Enkelspel
| Grandslamtoernooien |    |
| Australian Open     | –  |
| Roland Garros       | –  |
| Wimbledon           | 1R |
| US Open             | –  |

### Mannendubbelspel
| Grandslamtoernooien  |      |      |      |    |      |      |      |    |      |      |      |      |      |      |      |   |
| Australian Open      | –    | –    | 2R   | KF | 1R   | 1R   | 1R   | 1R | 1R   | 1R   | 1R   | KF   | 1R   | 1R   | 2R   |   |
| Roland Garros        | –    | 3R   | 1R   | 2R | 1R   | 2R   | 1R   | 1R | F    | 2R   | 1R   | 1R   | 1R   | 1R   | 3R   |   |
| Wimbledon            | 1R   | 2R   | 3R   | 2R | 2R   | 2R   | 2R   | 1R | 1R   | 2R   | 3R   | g.t. | 1R   | 3R   | 3R   |   |
| US Open              | –    | 1R   | 1R   | 3R | 1R   | 1R   | 2R   | 2R | 1R   | 2R   | 1R   | 1R   | 3R   | 1R   | 3R   |   |
| ATP Finals           |      |      |      |    |      |      |      |    |      |      |      |      |      |      |      |   |
| ATP Finals           | –    | –    | –    | –  | –    | –    | –    | –  | –    | –    | –    | –    | –    | –    | HF   |   |
| ATP Masters 1000     |      |      |      |    |      |      |      |    |      |      |      |      |      |      |      |   |
| Indian Wells         | –    | –    | –    | 1R | HF   | –    | 1R   | –  | –    | 1R   | –    | g.t. | 1R   | F    | HF   |   |
| Miami                | –    | –    | –    | 2R | 1R   | 1R   | –    | –  | –    | 1R   | –    | g.t. | 2R   | 1R   | W    |   |
| Monte Carlo          | –    | –    | –    | 1R | –    | –    | –    | –  | –    | 1R   | –    | g.t. | –    | 2R   | 1R   |   |
| Madrid               | –    | –    | –    | 2R | –    | 1R   | –    | –  | –    | 1R   | –    | g.t. | –    | 1R   | HF   |   |
| Rome                 | –    | –    | 1R   | 2R | HF   | KF   | –    | –  | –    | 2R   | –    | –    | –    | 1R   | 1R   |   |
| Montreal/Toronto     | –    | –    | –    | 2R | –    | HF   | –    | –  | 1R   | –    | –    | g.t. | –    | 2R   | KF   |   |
| Cincinnati           | –    | –    | –    | –  | HF   | 2R   | –    | –  | –    | –    | –    | –    | –    | HF   | HF   |   |
| Shanghai             | –    | –    | –    | 1R | 1R   | 1R   | –    | –  | KF   | –    | –    | g.t. | g.t. | g.t. | 2R   |   |
| Parijs               | –    | –    | HF   | 2R | KF   | –    | –    | –  | 2R   | –    | –    | –    | 1R   | 1R   | W    |   |
| Olympische Spelen    |      |      |      |    |      |      |      |    |      |      |      |      |      |      |      |   |
| Olympische Spelen    | g.t. | g.t. | g.t. | –  | g.t. | g.t. | g.t. | 2R | g.t. | g.t. | g.t. | g.t. | –    | g.t. | g.t. |   |
| Statistieken         |      |      |      |    |      |      |      |    |      |      |      |      |      |      |      |   |
| Totaal aantal titels | 0    | 1    | 2    | 2  | 2    | 2    | 1    | 1  | 0    | 0    | 0    | 0    | 3    | 2    | 5    | 0 |
| Eindejaarsranking    | 106  | 50   | 28   | 34 | 33   | 36   | 65   | 47 | 28   | 53   | 49   | 47   | 35   | 28   | 11   |   |

### Gemengd dubbelspel
| Australian Open   | –    | –    | 1R | 2R   | –    | 2R   | –  | –    | 1R   | –    | –    | –  | 2R   | –    |  |
| Roland Garros     | –    | –    | F  | 2R   | KF   | –    | –  | –    | HF   | 2R   | g.t. | –  | 1R   | 1R   |  |
| Wimbledon         | 2R   | 1R   | 1R | 2R   | 1R   | 1R   | 3R | –    | 1R   | 1R   | g.t. | 1R | 1R   | 1R   |  |
| US Open           | –    | –    | –  | F    | F    | –    | 2R | 2R   | 2R   | –    | g.t. | –  | 1R   | KF   |  |
| Olympische Spelen |      |      |    |      |      |      |    |      |      |      |      |    |      |      |  |
| Olympische Spelen | g.t. | g.t. | –  | g.t. | g.t. | g.t. | –  | g.t. | g.t. | g.t. | g.t. | –  | g.t. | g.t. |  |